# Svenska mästerskapen i längdskidåkning 1992
Svenska mästerskapen i längdskidåkning 1992 arrangerades i Kiruna.

## Medaljörer, resultat

### Herrar
| Gren                  | Guld                                                         | Guld                                                         | Silver           | Silver          | Brons            | Brons              |
| 15 km (K)             | Henrik Forsberg                                              | Bergeforsens SK                                              | Torgny Mogren    | Åsarna IK       | Christer Majbäck | Jukkasjärvi IF     |
| 30 km (K)             | Henrik Forsberg                                              | Bergeforsens SK                                              | Christer Majbäck | Jukkasjärvi IF  | Larry Poromaa    | Piteå Strömnäs GIF |
| 50 km (F)             | Torgny Mogren                                                | Åsarna IK                                                    | Henrik Forsberg  | Bergeforsens SK | Larry Poromaa    | Piteå Strömnäs GIF |
| Stafett 3 x 10 km (F) | Åsarna IK (Jyrki Ponsiluoma, Peter Göransson, Torgny Mogren) | Åsarna IK (Jyrki Ponsiluoma, Peter Göransson, Torgny Mogren) |                  |                 |                  |                    |
| Lagtävling 15 km      | Åsarna IK                                                    | Åsarna IK                                                    |                  |                 |                  |                    |
| Lagtävling 30 km      | Åsarna IK                                                    | Åsarna IK                                                    |                  |                 |                  |                    |
| Lagtävling 50 km      | Åsarna IK                                                    | Åsarna IK                                                    |                  |                 |                  |                    |

### Damer
| Gren                 | Guld                                                                    | Guld                                                                    | Silver          | Silver         | Brons              | Brons          |
| 5 km (K)             | Marie-Helene Westin                                                     | Hudiksvalls IF                                                          | Carina Görlin   | Hudiksvalls IF | Anna-Lena Fritzon  | Falu IK        |
| 10 km (K)            | Marie-Helene Westin                                                     | Hudiksvalls IF                                                          | Carina Görlin   | Hudiksvalls IF | Harriet Fröjdh     | Hudiksvalls IF |
| 30 km (F)            | Marie-Helene Westin                                                     | Hudiksvalls IF                                                          | Antonina Ordina | Umedalens IF   | Ann-Marie Karlsson | Hudiksvalls IF |
| Stafett 3 x 5 km (F) | Hudiksvalls IF (Ann-Marie Karlsson, Carina Gorlin, Marie-Helene Westin) | Hudiksvalls IF (Ann-Marie Karlsson, Carina Gorlin, Marie-Helene Westin) |                 |                |                    |                |
| Lagtävling 5 km      | Hudiksvalls IF                                                          | Hudiksvalls IF                                                          |                 |                |                    |                |
| Lagtävling 10 km     | Hudiksvalls IF                                                          | Hudiksvalls IF                                                          |                 |                |                    |                |
| Lagtävling 30 km     | Hudiksvalls IF                                                          | Hudiksvalls IF                                                          |                 |                |                    |                |

### Webbkällor
- Svenska Skidförbundet
- Sweski.com